# V458 Возничего
V458 Возничего (лат. V458 Aurigae), HD 46014 — одиночная переменная звезда в созвездии Возничего на расстоянии приблизительно 2100 световых лет (около 644 парсеков) от Солнца. Видимая звёздная величина звезды — от +7,65m до +7,53m.

## Характеристики
V458 Возничего — красный гигант, пульсирующая медленная неправильная переменная звезда (LB) спектрального класса M5, или M0, или Ma. Масса — около 2,089 солнечных, радиус — около 87,65 солнечных, светимость — около 1387,851 солнечных. Эффективная температура — около 3763 K.

## Планетная система
В 2019 году учёными, анализирующими данные проектов HIPPARCOS и Gaia, у звезды обнаружена планета.